# Driedorf
Driedorf é um município da Alemanha, situado no distrito de Lahn-Dill, no estado de Hesse. Tem 47,55 km² de área, e sua população em 2019 foi estimada em 5.045 habitantes.